# Loredana Zefi
Loredana Zefi (Luzern, 1 september 1995) beter bekend als Loredana, is een in Zwitserland geboren Kosovaarse rapper en singer-songwriter.

## Biografie
Loredana komt uit een rooms-katholiek etnisch Albanees gezin en werd geboren in Zwitserland, waar ze ook opgroeide. Ze raakte bekend toen ze op Instagram covers zong van grote internationale artiesten, zoals bijvoorbeeld nummers van Rihanna en Maître Gims. In 2018 brak ze door met het nummer Sonnenbrille, dat in de Duitstalige landen een hit werd. Hierna volgden enkele singles die hoog scoorden in Zwitserland, Duitsland en Oostenrijk waarna ze ook lovende kritieken kregen.
In november 2019 won ze de categorie Beste Zwitserse act tijdens de MTV Europe Music Awards. Ook was ze in datzelfde jaar de op één na meest gegooglede persoon in Zwitserland. Sinds 2020 werkte ze ook samen met verschillende Duitse collegarappers, waaronder met Juju en Zunu..

## Privé
Sinds 2023 heeft Zefi een relatie met de Duitse voetballer Karim Adeyemi. In het najaar van 2024 trouwden zij met elkaar.

## Singles
- "Sonnenbrille" (2018)
- "Bonnie & Clyde" (2018)
- "Milliondollar$mile" (2018)
- "Romeo & Juliet" (2019)
- "Labyrinth" (2019)
- "Jetzt rufst du an" (2019)
- "Eiskalt" (2019)
- "Kein Plan" (2019)
- "Genick" (2019)
- "Mit dir" (2019)
- "Kein Wort" (2020)
- "Angst" (2020)
- "Du bist mein" (2020)
- "Nicht verdient" (2020)
- "Checka" (2020)
- "Rockstar"	(2020
- "Tut mir nicht leid" (2020)
- "Gangster" (2020)
- "Kein Hunger" (2020)
- "Rosenkrieg" (2021)
- "Oh digga" (2021)
- "Nese don" (2021)

## Albums
- King Lori (2019)
- Medusa (2020)

## Prijzen
- Beste Zwitserse act (MTV Europe Music Awards, 2019 & 2020)
- Hip Hop National (Bravo Otto Awards, 2019)
- Beste vrouwelijke artiest (Hype Awards, 2020)
- Beste optreden (Zwitserse Muziek Awards, 2020)

- Gemeinsame Normdatei: 1329648684
- MusicBrainz: c5e87fcd-9cad-4e60-b26a-20ab2cf0def4
- Virtual International Authority File: 31171729491708762667